# Žďárek (Libouchec)
Žďárek (německy Zuckmantel, česky do roku 1949 Cukmantl) je malá vesnice, část obce Libouchec v okrese Ústí nad Labem. Nachází se asi 4,5 kilometru jižně od Libouchce. Žďárek leží v katastrálním území Knínice u Libouchce o výměře 6,04 km².

## Historie
První písemná zmínka o vesnici pochází z roku 1580.

## Obyvatelstvo
Při sčítání lidu v roce 1921 ve vsi žilo 78 obyvatel (z toho 37 mužů), z nichž byli čtyři Čechoslováci a 74 Němců. Kromě tří evangelíků a jednoho člověka bez vyznání byli římskými katolíky. Podle sčítání lidu z roku 1930 měla vesnice 74 obyvatel: dva Čechoslováky a 72 Němců. Všichni se hlásili k římskokatolické církvi.
|                                                                               | 1869 | 1880 | 1890 | 1900 | 1910 | 1921 | 1930 | 1950 | 1961 | 1970 | 1980 | 1991 | 2001 | 2011 |
| ----------------------------------------------------------------------------- | ---- | ---- | ---- | ---- | ---- | ---- | ---- | ---- | ---- | ---- | ---- | ---- | ---- | ---- |
| Obyvatelé                                                                     | 69   | 66   | 55   | 55   | 61   | 78   | 74   | 45   | 38   | 24   | 19   | 13   | 11   | 22   |
| Domy                                                                          | 14   | 14   | 14   | 13   | 14   | 14   | 15   | 15   | .    | 9    | 10   | 9    | 10   | 12   |
| Počet domů z roku 1961 je zahrnut v celkovém počtu domů místní části Knínice. |      |      |      |      |      |      |      |      |      |      |      |      |      |      |